# 東佐賀駅
東佐賀駅（ひがしさがえき）は、かつて佐賀県佐賀市東佐賀町に設置されていた、日本国有鉄道（国鉄）佐賀線の駅（廃駅）である。佐賀線の廃止に伴い、1987年（昭和62年）3月28日に廃駅となった。

## 歴史
- 1939年（昭和14年）9月11日：国有鉄道佐賀線の佐賀駅 - 南佐賀駅間に新設[1]。旅客、荷物を取り扱い[1]。
- 1971年（昭和46年）10月20日：荷物の取り扱いを廃止[2]。無人駅となる[3]。
- 1976年（昭和51年）2月19日：佐賀駅高架化に伴い、改キロ（2.2 km→2.3 km）。
- 1987年（昭和62年）3月28日：佐賀線の全線廃止に伴い、廃駅となる[1]。

## 駅構造
廃止時は、1面1線の単式ホームを有する無人駅であった。国道264号を跨ぐ築堤の途中にホームがあり、駅舎は築堤の下にあった。

## 駅跡
廃駅後は築堤は取り除かれ、駅舎や駅構内施設も取り壊されて駅跡地は道路になったが、記念碑などは建てられていない。

## 隣の駅
日本国有鉄道
佐賀線
佐賀駅 - 東佐賀駅 - 南佐賀駅